# Libreria Editrice Fiorentina
La Libreria Editrice Fiorentina (LEF) è una casa editrice italiana formatasi nel 1902 intorno al gruppo della rivista fiorentina La Bandiera del popolo, fondata nel 1901 da un gruppo di giovani militanti cattolici che si muovevano sull'onda delle numerose iniziative giovanili seguite all'enciclica di Papa Leone XIII Graves de communi re e sotto il patrocinio dell'imprenditore e intellettuale svizzero Rodolfo Arnoldo Bürgisser e dell'arcivescovo di Firenze Alfonso Maria Mistrangelo.

## Storia

### Dalla fondazione al 1945
I soci fondatori della LEF furono Rodolfo Arnoldo Bürgisser, Gaetano Bruscoli, Giuseppe Faraoni, i fratelli Cesare, Andrea e Paolo Torricelli, Giovan Battista Mondada, Guido Donati ed altri.
La LEF si è subito caratterizzata come un punto di incontro, tenendo unite nella stessa sede le attività di editoria e la libreria. È specializzata in opere cattoliche, teologiche e liturgiche, ma anche filosofiche e sociologiche.
Durante i primi anni le iniziative editoriali della LEF, sotto la direzione di Tito Dini, furono dedicate a opere di storia e critica biblica, libri di dottrina sociale e filosofica (che per un certo periodo ebbe come punto di riferimento Agostino Gemelli e la "Rivista di filosofia neoscolastica"), libri di apologetica, tra le più importanti pubblicazioni: J.A.G. Hergenröther, "Storia universale della Chiesa" (1904); S. Delehaye, "Le leggende agiografiche" (1906); F. Scerbo, "Dizionario Ebraico e Caldaico" (1912); Giuseppe Toniolo, "Trattato di Economia sociale" (1907 - 1921), Jacopo da Varagine, "Legenda Aurea" (1924-26).
Dopo alcuni cambiamenti di direzione e proprietà, entrò tra i soci della LEF Giovanni Papini che inaugurò la collana "I libri della fede" e pubblicò il saggio "Dante vivo" (1933). Si formò così un nuovo gruppo intorno alle figure di Piero Bargellini, Carlo Farsetti, Nicola Lisi, Carlo Betocchi, Pietro Parigi, Tito Casini, Guido Manacorda che diedero vita nel 1929 alla rivista Il Frontespizio (successivamente passata all'editore Vallecchi) e al "Lunario infallibile per l'anno 1930".
Dopo il 1930 la LEF passò un periodo di crisi e sbandamento, dovuto in parte ad altri passaggi di proprietà e alla divisione interna fra le due sedi di Via del Corso e Via Ricasoli (nuova sede dal 1942 sotto la direzione di Vittorio Zani), ma anche alle difficoltà legate al regime fascista (che ad esempio soppresse la rivista "Principi" fondata da Giorgio La Pira nel 1939) e all'avvicendarsi della guerra.

### Dal dopoguerra ad oggi

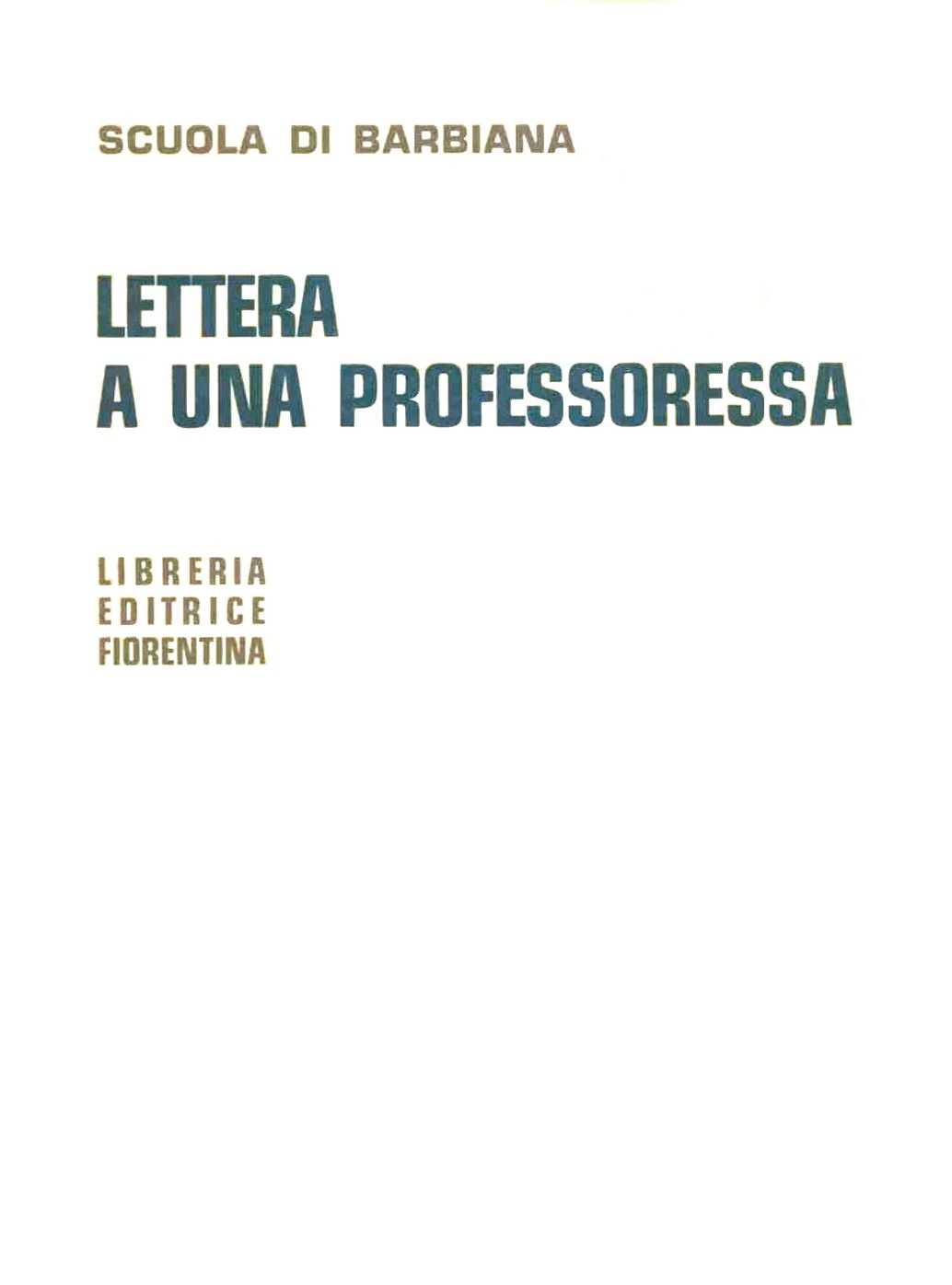
Lettera a una professoressa. 1967.

Nel dopoguerra, la LEF di Via Ricasoli riprese il proprio ruolo di cenacolo e luogo d'incontri e dibattiti cui partecipò spesso il futuro sindaco di Firenze Giorgio La Pira, che per la LEF ha pubblicato: "Premesse della politica" (1945); "L'attesa della povera gente" (1951); "I colloqui alla Badia" (1989); "La Badia" (1992).
Un altro autore che ha caratterizzato la casa editrice, suscitando anche molte polemiche, nel mondo cattolico e non, per la radicalità delle sue posizioni (ad esempio rispetto alla scuola, alla società moderna, al servizio militare ma anche alla Chiesa) è stato don Lorenzo Milani di cui la LEF ha pubblicato: "Esperienze pastorali" (1958); "L'obbedienza non è più una virtù" (1965-66); "Lettera a una professoressa" (1967); "Il Catechismo" (1983); "Una Lezione alla scuola di Barbiana" (2004); "La parola fa eguali" (2005).
Negli anni sessanta i fratelli Vittorio e Valerio Zani rilevarono la casa editrice e continuarono la vecchia linea editoriale, pubblicando scritti di figure rilevanti del panorama fiorentino e toscano come don Nistri, don Facibeni, don Bensi, il cardinale Elia Dalla Costa, Divo Barsotti, Fioretta Mazzei, ma inaugurando anche nuove collane nel settore della didattica e dell'educazione ("I libri di Corea" diretta da Alfredo Nesi e Mario Gozzini e altri libri scritti da ragazzi e maestri di ricerca pedagogica e didattica), nel campo delle tradizioni popolari toscane e contadine ("Mezzi scudi" e "Passato/Presente" dirette da Guglielmo Amerighi), la collana di agricoltura naturale "Quaderni di Ontignano" diretta da Giannozzo Pucci (tra i cui titoli c'è "La rivoluzione del filo di paglia" di Masanobu Fukuoka); infine la collana teologica "Ricerca del Graal" diretta da Giovanni Vannucci, che ha raccolto documenti di spiritualità universale tra cui le opere di Mohandas Gandhi "Mohan Mala" (1983) e Daisetz Teitaro Suzuki "La formazione del monaco buddista Zen" (1984).
La casa editrice continua la sua attività editoriale sotto la direzione di Giannozzo Pucci che ne ha mantenuto l'ispirazione cattolica nonché impegno sociale ed ecologista e l'interesse per le tradizioni popolari.
Nel 2004 la LEF ha dato vita alla rivista "L'ecologist italiano", creando la redazione italiana della rivista inglese "The ecologist" fondata da Edward Goldsmith.